# Regierungsbezirk Liegnitz

Schlesiens indelning 1905:
Regierungsbezirk Liegnitz
Regierungsbezirk Breslau
Regierungsbezirk Oppeln

Regierungsbezirk Liegnitz var ett regeringsområde i preussiska
provinsen Schlesien åren 1813-1945. Det hade en yta på 13 612 km² och hade en befolkning på 1 133 145 invånare (1905),
däribland omkring 200 000 katoliker. Det var delat i 21 kretsar. Huvudort var Liegnitz.
Efter Tysklands nederlag i andra världskriget 1945 hamnade större delen av området öster om Oder-Neisse-linjen och tillföll Polen, medan en mindre del tillföll Östtyskland.

## Administrativ indelning
Regeringsområdet omfattade följande städer, kretsar och landkretsar (1910):
| Stadskrestar 1. Görlitz 2. Liegnitz | Kretsar och landkretsar 1. Kreis Bolkenhain (Bolkenhain) 2. Kreis Bunzlau (Bunzlau) 3. Kreis Freystadt (Freystadt) 4. Landkreis Glogau (Glogau) 5. Kreis Goldberg-Haynau (Goldberg-Haynau) 6. Landkreis Görlitz (Görlitz) 7. Kreis Grünberg (Grünberg) 8. Kreis Hirschberg i.R. (Hirschberg im Riesengebirge) 9. Kreis Hoyerswerda (Hoyerswerda) 10. Kreis Jauer (Jauer) 11. Kreis Landeshut (Landeshut) 12. Kreis Lauban (Lauban) 13. Landkreis Liegnitz (Liegnitz) 14. Kreis Löwenberg (Löwenberg) 15. Kreis Lüben (Lüben) 16. Kreis Rothenburg (Ob. Laus.) (Rothenburg/Oberlausitz) 17. Kreis Sagan (Sagan) 18. Kreis Schönau (Schönau) 19. Kreis Sprottau (Sprottau) |

## Källa
Den här artikeln är helt eller delvis baserad på material från Nordisk familjebok, Liegnitz, 1904–1926.